# Bathyplectes balteatus
Bathyplectes balteatus är en stekelart som först beskrevs av Thomson 1887.  Bathyplectes balteatus ingår i släktet Bathyplectes och familjen brokparasitsteklar. Inga underarter finns listade.